# Am Diek 54

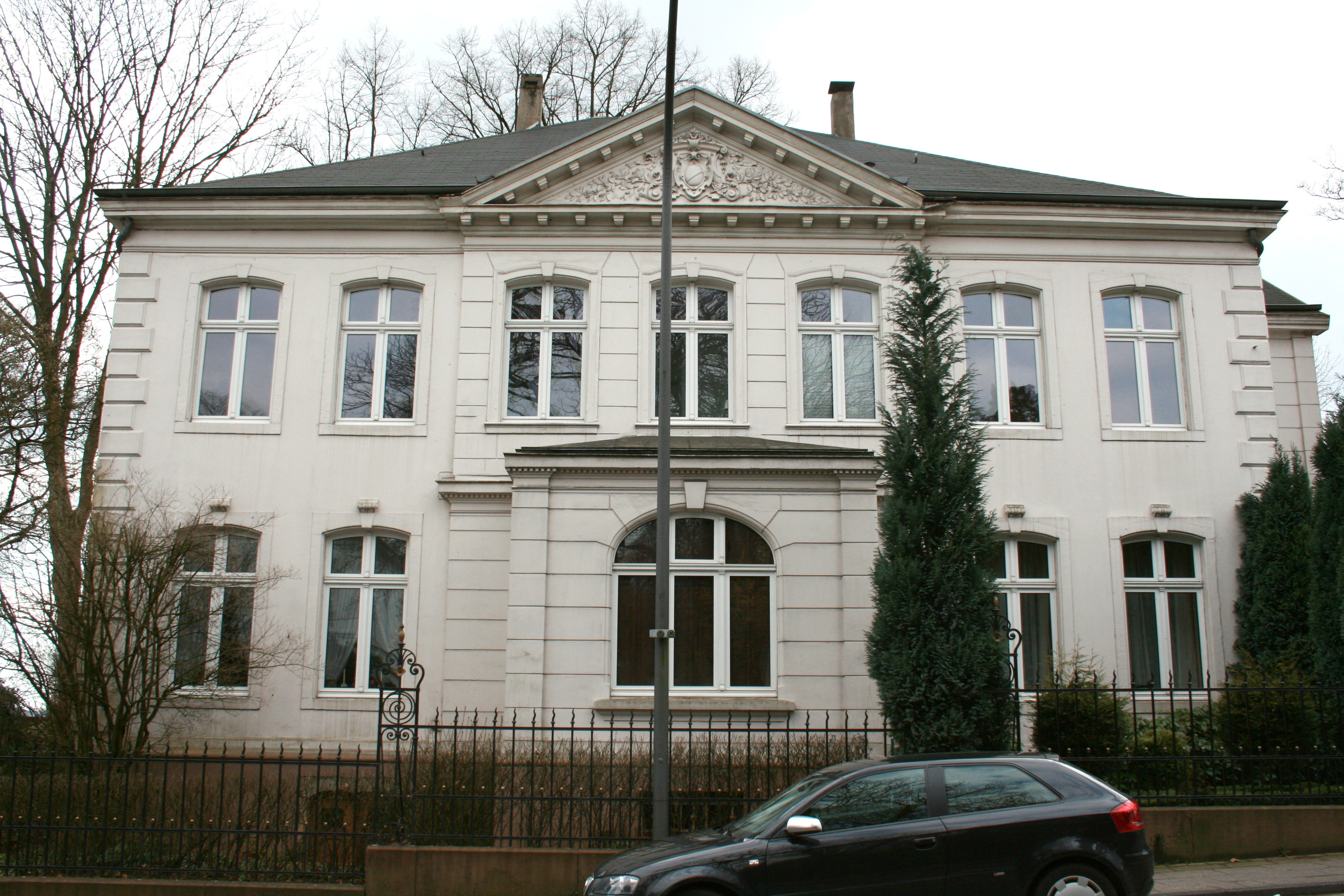
Die Villa Am Diek 54, Sicht von der Straße Am Diek

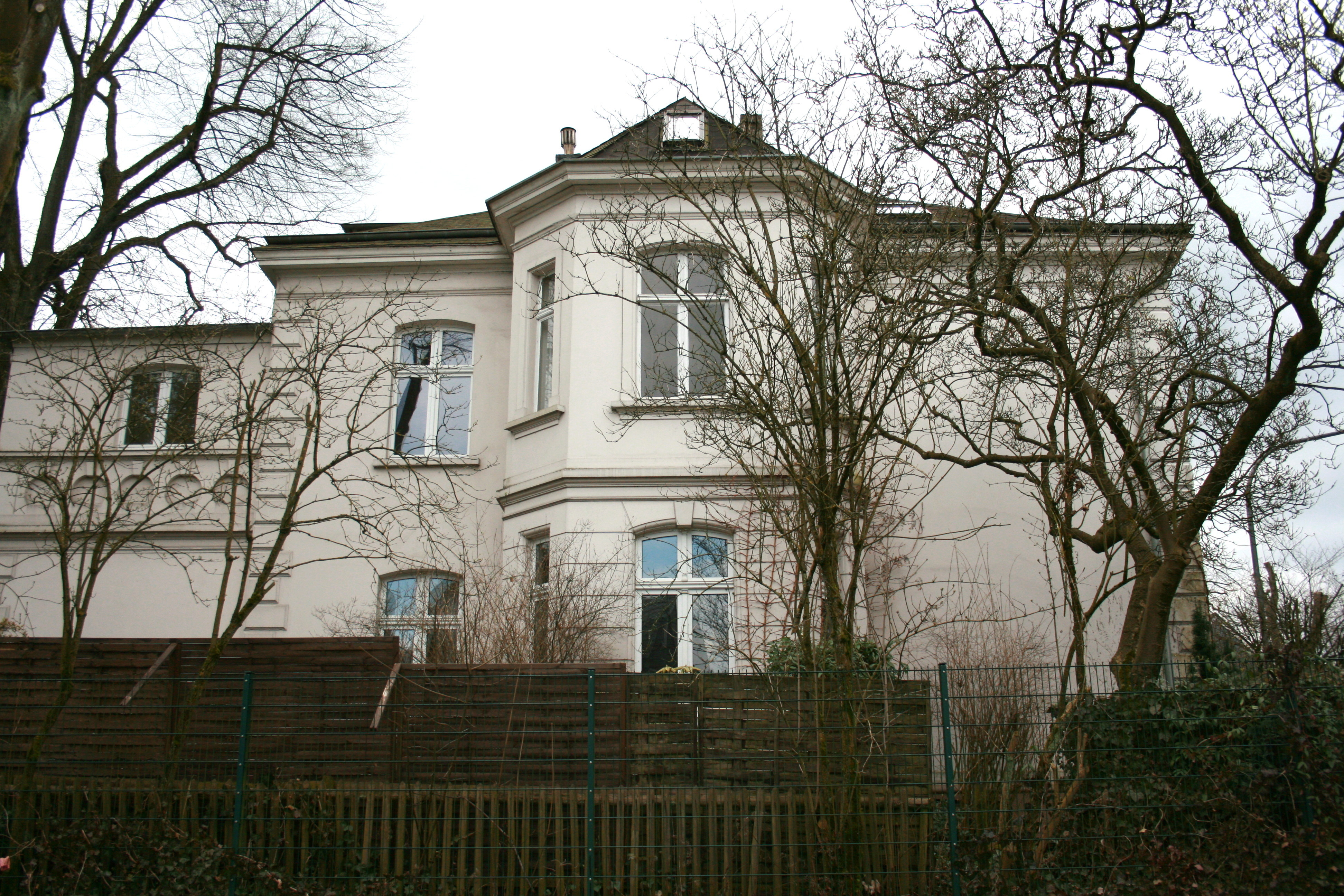
Die Villa Am Diek 54, Rückwärtige Sicht

Das Gebäude Am Diek 54 ist eine historische denkmalgeschützte Villa in der bergischen Großstadt Wuppertal in Nordrhein-Westfalen.

## Lage und Beschreibung
Die Villa befindet sich im Osten der Stadt im Stadtbezirk Oberbarmen im Wohnquartier Wichlinghausen-Süd, einige hundert Meter östlich des Wichlinghauser Marktes an der Straße Am Diek (Hausnummer 54), Ecke Breslauer Straße. Die Straße Am Diek hatte historisch den Namen Diekerstraße.
Das zweigeschossige Wohngebäude in Mauerbauweise wurde im klassizistischen Stil errichtet. Die Fassade ist verputzt (teilweise Quaderputz) und hat derzeit einen beigen Anstrich. Das Gebäude besitzt mehrere seitliche Anbauten sowie einen mittigen Erker zur Straßenfront hin. Hierüber befindet sich im ausgebautes Dachgeschoss (Walmdach) ein flacher und mit Ornamenten versehener Zwerchgiebel.

## Geschichte
Das Gebäude wurde im 18. oder 19. Jahrhundert erbaut, die Quellenlage dazu ist widersprüchlich. Die Geschichtswerkstatt Wuppertal, eine Kooperation zwischen dem Historischen Zentrum und dem Bergischen Geschichtsverein, gibt als Erbauungsjahr 1785 an. In der Baudenkmalbeschreibung, die zu der Denkmalliste der Stadt Wuppertal gehört, wird das Jahr 1845 erwähnt.
Die Villa ist heute in Privatbesitz und wird bewohnt. Das Gebäude in Gänze mit der schmiedeeisernen Umzäunung wurde am 28. Januar 1985 in die Denkmalliste der Stadt Wuppertal aufgenommen.